# 伯克和威尔斯探险队

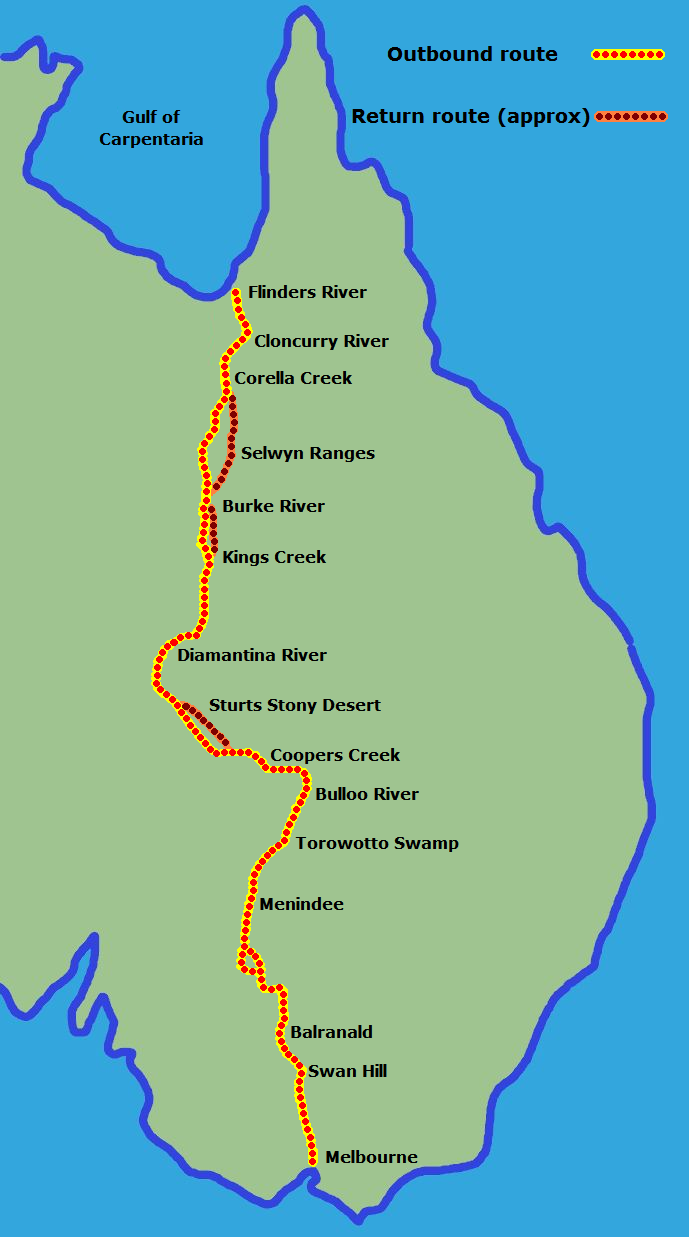
伯克和威尔斯探险队來過的地方

伯克和威尔斯探险队是澳大利亚维多利亚皇家学会于1860-61年组织的一支探險隊。該探險隊的隊長是罗伯特·奥哈拉·伯克，副隊長是威廉·约翰·威尔斯。探險隊打算穿越整個澳洲大陸，探險隊出發時共有19人。探險隊從墨尔本出發，最終抵達卡奔塔利亞灣。 之後探險隊打算返回墨爾本，結果罗伯特·奥哈拉·伯克和威廉·约翰·威尔斯在返程途中去世。